# Strobl
Strobl  är en ort och kommun i Österrike. Den ligger i distriktet Salzburg-Umgebung i förbundslandet Salzburg,  250 kilometer väster om huvudstaden Wien. 
Kommunen består av fyra orter (Ortschaften) (inom parentes invånarantal 1 januari 2024):
- Aigen (854)
- Gschwendt (627)
- Strobl (1 393)
- Weißenbach (816)